# 28-я кавалерийская дивизия (формирования 1935 г.)
28-я кавалерийская дивизия — кавалерийское формирование (соединение, кавалерийская дивизия) РККА Вооружённых Сил СССР.
Стратегическая кавалерия (кавалерийские дивизии и кавалерийские корпуса РККА) как подвижный род войск предназначалась для развития прорыва и могла использоваться по решению фронтового командования. Сокращённое действительное наименование соединения применяемое в служебных документах — 28 кд.

## История
Кавалерийская дивизия с войсковым № 28 сформирована в 1935 году в Украинском военном округе. Управление дивизии и все части находились в городе Каменец-Подольск. В мае командиром дивизии назначен Н. Ф. Фёдоров.
Дивизия вошла в состав 7-го кавалерийского корпуса. Управление корпуса находилось в городе Шепетовка Винницкой области Украинской ССР. Корпус состоял из управления, 23-й, 26-й и 28-й кавалерийских дивизий.
Формирования дивизии дислоцировались, в 1938 году, в Каменец-Подольске, Ярмолинцах. В 1938 году 28 кд расформирована. 

### Боевая деятельность
1935 год:
В 1935 году формируется 7-й кавалерийский корпус Украинском военном округе ВС Союза ССР. Управление корпуса находилось в городе Шепетовка районном центре Шепетовского района Винницкой области Украинской Советской Социалистической Республики. Корпус состоял из управления, 23-й, 26-й и 28-й кавалерийских дивизий. Управление 28-й дивизии и все части находились в городе Каменец-Подольск. Командир дивизии Н. Ф. Фёдоров.
Социалистическое соревнование пронизывало весь процесс боевой и политической подготовки личного состава округа. Оно проводилось под лозунгами:
- «Все коммунисты и комсомольцы — отличные стрелки!»;
- «Ни одного отстающего в огневой подготовке!»;
- и другими.

1936 год:
28 кд (109 кп, 110 кп, 111 кп, 112 кп, 28 мп, 28 кап, 28 осапэ, 28 оэс). Командир дивизии комбриг Н. Ф. Фёдоров. Управление дивизии и все части в г. Каменец-Подольск.
Весной 1936 года из состава 7-го кавалерийского корпуса выведена 28-я кавалерийская дивизия, а в состав корпуса введена 2-я кавалерийская дивизия из 1-го кавалерийского корпуса.
В 1936 году по призыву Политуправления округа в стахановское движение включаются соединения и части округа. Звание стахановца присваивалось подразделениям, частям и соединениям, которые отлично изучили боевую технику, берегли военное имущество, экономили горючие и смазочные материалы.
За большие успехи, достигнутые в освоении боевой техники, Совет Народных Комиссаров СССР наградил орденом Красной Звезды командира 28 кд Н. Ф. Фёдорова.
1937 год:
1 января
28 кд (109 кп, 110 кп, 111 кп, 112 кп, 28 мп, 28 кап, 28 осапэ, 28 оэс). Командир дивизии комбриг Н. Ф. Фёдоров. Управление дивизии и все части в г. Каменец-Подольск.
На вооружении дивизии были быстроходные лёгкие танки БТ, танкетки Т-37/38, БХМ-3, легковые, грузовые, специальные автомашины, мотоциклы, тракторы, винтовки, револьверы и пистолеты, ручные, зенитные пулемёты, 45-мм пушки, бронеавтомобили БА, радиостанции, походные кухни.
10 мая должности заместителей командиров по политической части упразднены, а введены должности военных комиссаров.
22 сентября образована Каменец-Подольская область.
16 октября командир 28-го конно-артиллерийского полка майор Ф. А. Волчков арестован.
29 ноября «План развития и реорганизации РККА в 1938—1942 годах» был утверждён постановлением Комитета Обороны при СНК СССР. В этом плане значилось расформирование 28 кд.
1938 год:
До апреля командиром 112-го кавполка был майор И.В. Горбенко.
До июня начальником штаба 28-го мехполка В. Г. Петровский.
В 1938 году 28-я кавдивизия была расформирована.

## Состав
На 1935:
- управление дивизии
- 109-й кавалерийский полк
- 110-й кавалерийский полк
- 111-й кавалерийский полк
- 112-й кавалерийский полк
- 28-й механизированный полк
- 28-й конно-артиллерийский полк
- 28-й отдельный сапёрный эскадрон
- 28-й отдельный эскадрон связи

## В составе
- 7-й кавалерийский корпус Украинского военного округа (… - 17.05.1935)
- 7-й кавалерийский корпус Киевского военного округа (17.05.1935 – весна 1936)

## Командование
Командиры дивизии
- Фёдоров, Николай Фёдорович, комбриг (уволен 03.03.1938).

Начальник ВХС
- Троицкий, Иван Георгиевич, майор (уволен 28.06.1938).
- 111-й кавалерийский полк

Командир полка Крючёнкин, Василий Дмитриевич, (Владимир Дмитриевич) полковник, с 22.02.1938 г. комбриг.
- 112-й кавалерийский полк

Командир полка Горбенко, Иван Васильевич, майор (09.37-04.1938).
- 28-й механизированный полк

Командир полка Петровский, Владимир Герасимович, (03.1937-06.1938).